# Black & Blue
Black & Blue es el cuarto (tercero en los Estados Unidos) álbum de estudio de la boy band estadounidense Backstreet Boys. Fue lanzado al mercado por la compañía discográfica Jive Records el 21 de noviembre de 2000. En Estados Unidos, Black & Blue vendió  1.6 millones de discos en su primera semana de lanzamiento, haciéndolos la primera banda en la historia de Soundscan en tener un millón de discos en la primera semana de ventas. El álbum tuvo las mejores ventas internacionalmente en una semana para la historia de un álbum en vender más de 5 millones de copias en su primera semana de ventas. El álbum fue el octavo disco más vendido en Estados Unidos en el 2000. El álbum ganó un estado de platino en más de 30 países y una certificación de oro en 10 regiones alrededor del mundo durante su primera semana de lanzamiento.
A pesar de las excelentes ventas, Black & Blue nunca acertó con las expectativas que los dos primeros álbumes habían hecho. El primer sencillo del álbum fue «Shape Of My Heart», seguido por «The Call» y «More Than That». Los miembros de la banda coescribieron cinco canciones y escribieron dos canciones en este álbum, una partida de los discos anteriores, que mostraron menos de sus propias composiciones. Compusieron canciones como "Time", "Shining Star" entre otras; además se dedicaron a aprender opera para realizar de mejor forma canciones "a capella" como ya es costumbre en el grupo, entre ellas una reedición de "All I Have to Give" incluida en algunas ediciones de Black & Blue en Europa, Asia y Australia. Black & Blue vendió 15 millones de copias en todo el mundo.

## Personal
- Babyface - Guitarra, Teclados, Voz (bckgr), Productor, Programación de Batería
- Bob Brown - Ingeniero
- Timmy Allen - Arreglista, Productor
- Tony Battaglia - Guitarra (Acústica)
- Randy Bowland - Guitarra
- Jimmy Bralower - Programación de batería
- Larry "Rock" Campbell - Productor, Músico
- Nathan East - Bajo
- Jon Gass - Ingeniero de mezcla
- Mick Guzauski - Ingeniero de mezclas
- Henrik Janson - Guitarra, Arreglos de Cuerdas, Conductor de Cuerdas
- Ulf Janson - Conductor, Arreglos de cuerdas
- Mike Thomson - Guitarra
- Chris Trevett - Mezclas
- Michael Tucker - ingeniero vocal
- Rodney Jerkins - Productor, Músico
- David Krueger - Arreglista, Teclados, Programación, Productor, Ingeniero
- Backstreet Boys - Vocals (bckgr)
- Tom Coyne - Masterización
- Jamie Allen - Ingeniero Asistente
- George Spatta - Ingeniero
- Charles McCrorey - Ingeniero Asistente
- Paul Boutin - Ingeniero
- Dexter Simmons - Ingeniero de mezclas
- Kyle Bess - Asistente de mezcla
- Nick Gamma - Dirección de Arte
- Max Martin - Guitarra, Productor, Ingeniero, Mezcla, Músico
- Jackie Murphy - Dirección de Arte
- Esbjörn Öhrwall - Guitarra (Acústica), Guitarra, Guitarra (Eléctrica)
- Flip Osman - Asistente de Edición, Mezcla
- Veit Renn - Arreglos de cuerdas
- Paul Foley - Ingeniero
- Nick Carter - Vocals
- Kevin Richardson - Vocals
- Howie Dorough - Arreglista, Vocals, Arreglo Vocal
- Brian Littrell - Vocals
- A.J. McLean - Vocals
- Adam Barber - Ingeniero
- Thomas Lindberg - Bajo
- Per Magnusson - Arreglista, Teclados, Programación, Productor, Ingeniero
- Peter Svensson - Guitarra
- John Amatiello - Ingeniero asistente, ingeniero vocal, Pro-Tools
- Bernard Lohr - Ingeniero de mezclas
- Alan Armitage - Ingeniero
- Keith B. Armstrong - ingeniero asistente
- Kristian Lundin - Productor, Ingeniero
- Rami - Productor, Ingeniero, Mezcla, Músico
- Stefan Boman - Ingeniero vocal
- Gustave Lund - Percusión
- Kyle Scholler - Ingeniero Asistente
- Marcelo Zolessi - Ingeniero Asistente
- Shane Stoneback - Ingeniero Asistente
- Resig - Fotografía
- Doña Kay Flint - Contratista de cuerdas
- Fraciz - Arreglista, Productor
- Chris Haggerty - Edición digital
- Dirk Woodruff - Ingeniero
- Toby Dearborn - Ingeniero Asistente, Ingeniero Vocal Asistente
- LePont - Arreglista, Productor
- Bjorn Noren - Ingeniero de cuerdas

## Lista de canciones
| Black & Blue |                                        |                                                   |          |  |
| N.º          | Título                                 | Escritor(es)                                      | Duración |  |
| 1.           | «The Call»                             | Max Martin · Rami                                 | 3:24     |  |
| 2.           | «Shape Of My Heart»                    | Max Martin · Lisa Miskovsky · Rami                | 3:50     |  |
| 3.           | «Get Another Boyfriend»                | Max Martin · Rami                                 | 3:08     |  |
| 4.           | «Shining Star»                         | Carter · Dorough · Jernberg · Wennerberg          | 3:26     |  |
| 5.           | «I Promise You (With Everything I Am)» | Hill                                              | 4:25     |  |
| 6.           | «The Answer to Our Life»               | Carter · Dorough · Littrell · McLean · Richardson | 3:20     |  |
| 7.           | «Everyone»                             | Kristian Lundin · Andreas Carlsson                | 3:33     |  |
| 8.           | «More Than That»                       | Anders · Jernberg · Wennerberg                    | 3:44     |  |
| 9.           | «Time»                                 | Carter · Dorough · Littrell · McLean · Richardson | 3:58     |  |
| 10.          | «Not for Me»                           | Kristian Lundin · Andreas Carlsson                | 3:18     |  |
| 11.          | «Yes, I Will»                          | Kieruf · McLean · Schwartz                        | 3:52     |  |
| 12.          | «It's True»                            | Kevin Richardson · Martin · Carlsson              | 4:16     |  |
| 13.          | «How Did I Fall in Love With You?»     | Howie Dorough · Fromm · MacColl                   | 4:06     |  |

| Black & Blue: Bonus Tracks |                                                  |                              |          |  |
| N.º                        | Título                                           | Escritor(es)                 | Duración |  |
| 14.                        | «What Makes You Different (Makes You Beautiful)» | Dorough · Diamond · Carlsson | 3:35     |  |
| 15.                        | «All I Have to Give» (A cappella)                | Full Force                   | 3:48     |  |